# Caduta del muro di Berlino
La caduta del muro di Berlino (in tedesco Mauerfall), oppure crollo del muro di Berlino, avvenne il 9 novembre 1989 e segnò l'inizio della distruzione del Muro di Berlino e della fine della cortina di ferro.
Fu uno degli eventi che diedero inizio alla caduta del comunismo nell'Europa centrale e orientale, nonché al processo di riunificazione della Germania e conclusione della guerra fredda.

## Storia

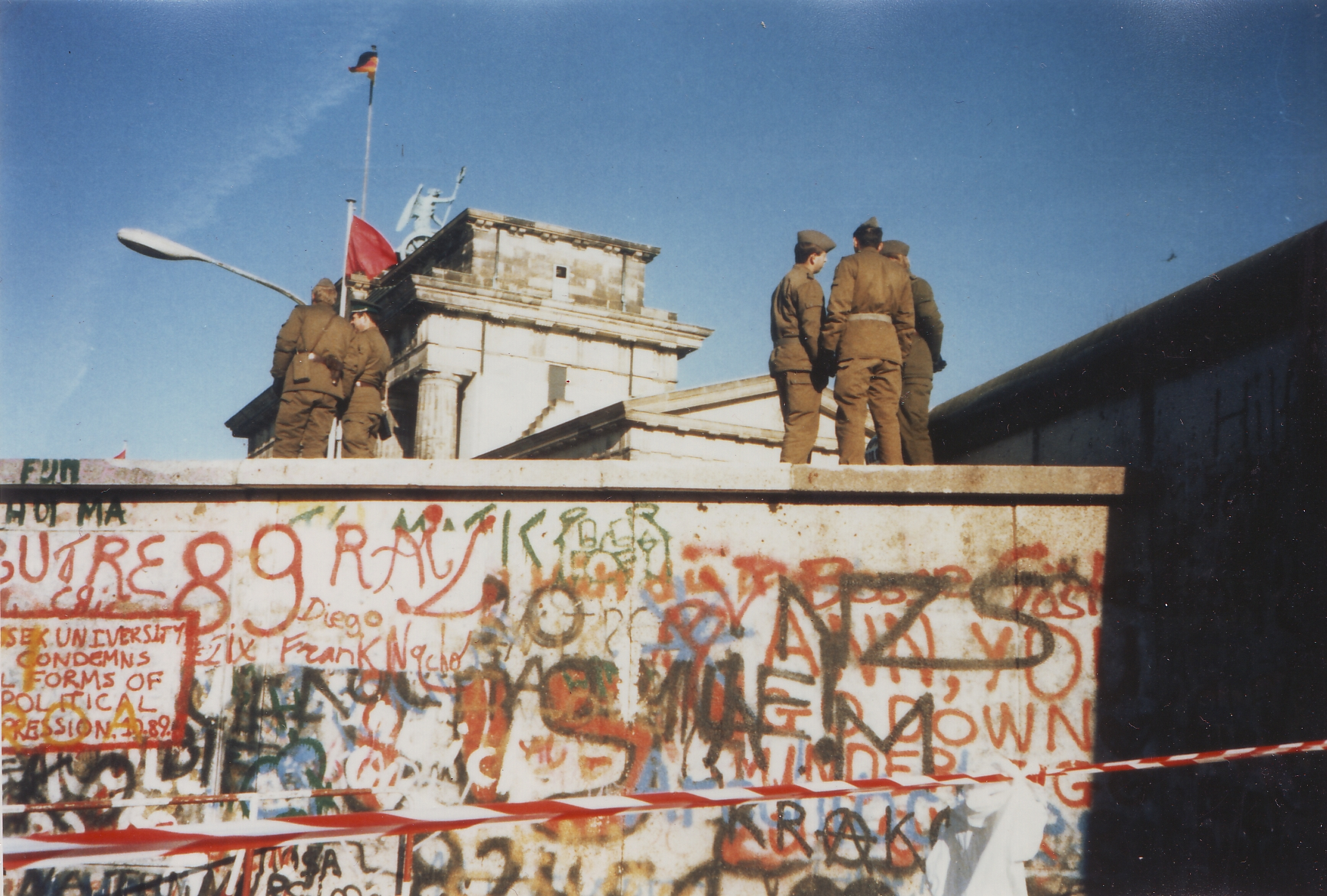
Il Muro di Berlino il 16 novembre 1989

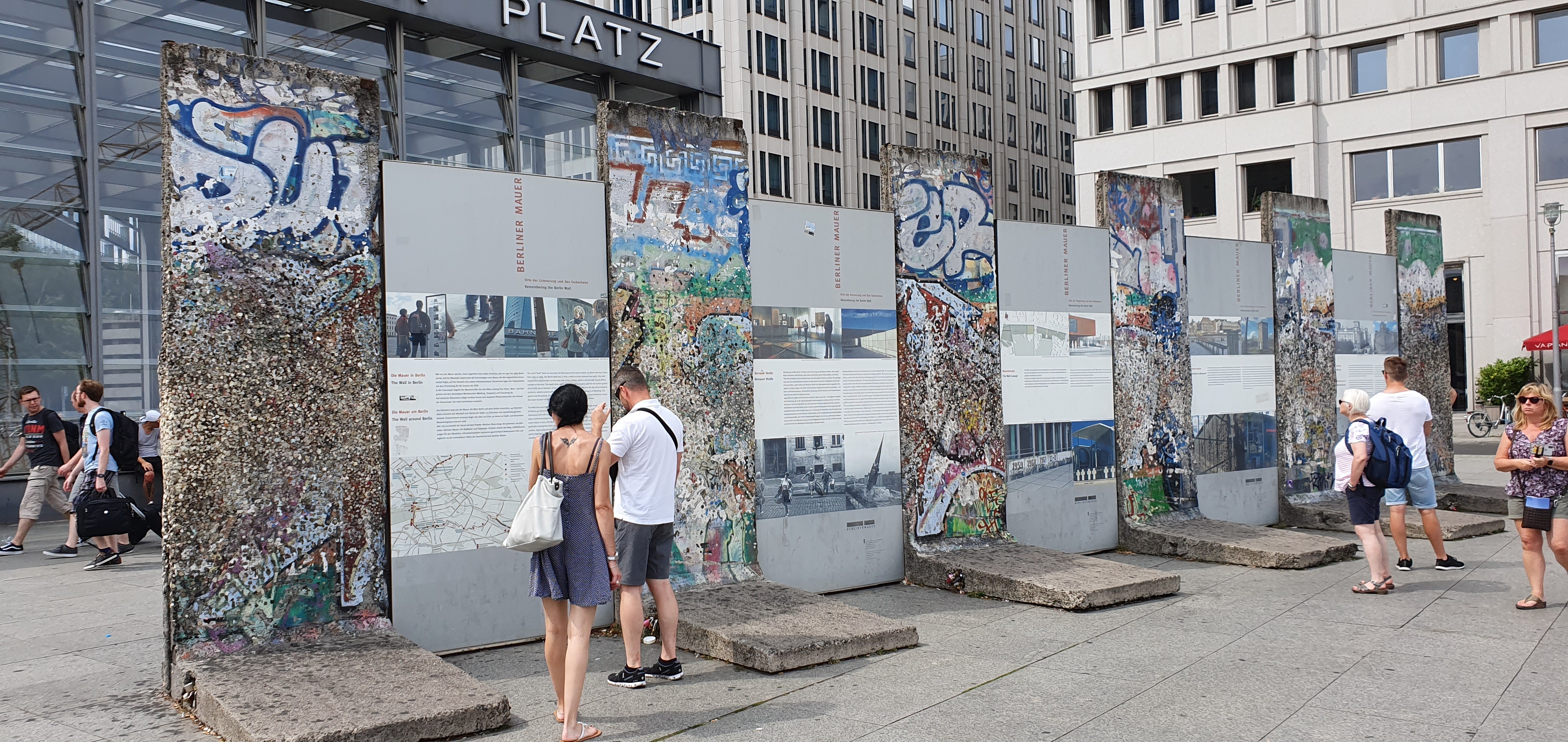
Frammenti del Muro recuperati ed esposti a Potsdamer Platz

Quattro giorni dopo il cosiddetto picnic paneuropeo del 19 agosto 1989 al confine tra Austria e Ungheria, l'Ungheria rimosse le sue restrizioni al confine con l'Austria e  dall'11 settembre 1989 più di 13 000 tedeschi dell'Est scapparono verso l'Ungheria; all'annuncio che non sarebbe stato consentito attraversare la cortina di ferro ai cittadini non ungheresi, i profughi inondarono le ambasciate tedesco-occidentali a Budapest e Praga. Dopo giorni di sconcerto e l'arrivo del ministro degli esteri di Bonn Hans-Dietrich Genscher, con la mediazione di questi si ottenne che i profughi arrivassero in Occidente, ma con l'obbligo di riattraversare inizialmente la frontiera tedesco-orientale. La scelta si rivelò un boomerang fatale per l'immagine stessa della Germania comunista: i treni contenenti i rimpatriati attraversarono senza fermarsi le stazioni tedesco-orientali, tra lo sconcerto dei concittadini.
Le dimostrazioni di massa contro il governo della Germania Est iniziarono al passaggio dei primi treni provenienti dall'Ungheria e dalla Cecoslovacchia, nell'autunno del 1989. Il leader della DDR Erich Honecker si dimise il 18 ottobre e venne sostituito pochi giorni dopo da Egon Krenz. Honecker aveva predetto nel gennaio dello stesso anno che l'esistenza del muro sarebbe stata assicurata per altri cent'anni. Era invece l'inizio della fine. Il nuovo governo di Krenz decise di concedere ai cittadini dell'Est permessi per viaggiare nella Germania Ovest. Günter Schabowski, il ministro della Propaganda della DDR, ebbe il compito di dare la notizia; però egli si trovava in vacanza prima che venisse presa questa decisione e non venne a conoscenza dei dettagli delle nuove "regole di viaggio".
Il 9 novembre 1989, durante una conferenza stampa convocata per le 18, gli fu recapitata la notizia che il politburo della SED aveva deciso che tutti i berlinesi dell'Est avrebbero potuto attraversare il confine con un appropriato permesso, ma non gli furono date informazioni su come trasmettere la notizia. Dato che era stato preso poche ore prima della conferenza, il provvedimento sarebbe dovuto entrare in vigore nei giorni successivi, dando così il tempo di dare la notizia alle guardie di confine e regolamentare la procedura di concessione dei permessi. Alle 18:53 il corrispondente ANSA da Berlino Est Riccardo Ehrman chiese da quando le nuove Reiseregelungen ("regole di viaggio") sarebbero entrate in vigore. Schabowski cercò inutilmente una risposta nella velina del Politburo, ma, non avendo un'idea precisa, azzardò:
(9 novembre 1989, Günter Schabowski, Membro del Politburo del Partito Socialista Unitario della Germania e Ministro della Propaganda della DDR)
Decine di migliaia di berlinesi dell'Est, avendo visto l'annuncio di Gunter Schabowski in diretta alla televisione, si precipitarono, inondando le Grenzübergangsstelle (valichi di frontiera) presso la stazione di Berlino-Friedrichstraße e chiedendo di entrare in Berlino Ovest. Le guardie di confine, sorprese, iniziarono a tempestare di telefonate i loro superiori, ma era ormai chiaro che, laddove non vi era stato adempimento spontaneo all'annuncio pervenuto via etere, non era più possibile rimandare indietro tale enorme folla, né procedere ad un controllo minuzioso dei visti e dei passaporti di ciascuno, vista la mancanza di equipaggiamenti atti a sedare un movimento di tali proporzioni.
Furono allora costretti ad aprire i posti di blocco e, visto il gran numero di berlinesi, nessun controllo sull'identità fu eseguito. Gli estasiati berlinesi dell'Est furono accolti in maniera festosa dai loro fratelli dell'Ovest, spontaneamente i bar vicini al muro iniziarono a offrire birra gratis per tutti. Il 9 novembre è quindi considerata la data della caduta del Muro.
L'anno seguente, il 21 luglio 1990, Roger Waters, leader dei Pink Floyd, organizzò uno spettacolare concerto per celebrare la caduta del Muro, mettendo in scena un'esecuzione dal vivo di The Wall. L'evento suscitò particolare risonanza internazionale perché sancì il primo approccio di ricucitura culturale della gente dell'ovest con quella dell'est, quest'ultima esclusa da tempo dalla fruizione di eventi mondani. La colossale scenografia prevedeva nella fase finale del concerto il crollo fisico di un gigantesco muro di polistirolo: il quotidiano Repubblica definì l'opera con "significato vivo e attuale in questa rappresentazione di un abbraccio ideale delle due Berlino".
Nei giorni e settimane successive molte persone accorsero al muro per abbatterlo e staccarne dei souvenir: queste persone furono chiamate Mauerspechte (in tedesco significa letteralmente "picchi del muro"). Il 18 marzo 1990 furono tenute le prime e uniche libere elezioni della storia della Repubblica Democratica Tedesca; esse produssero un governo il cui principale mandato era quello di negoziare la fine stessa dello Stato che rappresentavano.
La Germania fu ufficialmente riunificata il 3 ottobre 1990 (questa è la data designata per il "giorno della riunificazione"), quando i cinque Land già esistenti nel territorio della Repubblica democratica tedesca ma aboliti e trasformati in province (Brandeburgo, Meclemburgo-Pomerania Anteriore, Sassonia, Sassonia-Anhalt e Turingia) si ricostituirono e aderirono formalmente alla Repubblica Federale Tedesca (Germania Ovest).